# 小行星263906
小行星263906（263906 Yuanfengfang），臨時編號2009 FS44，是一顆位於小行星帶的小行星。2009年3月21日由金彰偉和林啟生發現於國立中央大學鹿林天文台。
2013年4月25日以廣東業餘天文學家，廣州市天文愛好者協會發起人，华南农业大学天文爱好者协会發起人袁鳳芳命名。